# Team Novo Nordisk
Team Novo Nordisk (Kod UCI: TNN) – amerykańska zawodowa grupa kolarska założona w 2008. Od sezonu 2011 zarejestrowana w dywizji UCI Professional Continental Teams.
Team Novo Nordisk to pierwsza profesjonalna drużyna kolarska składająca się wyłącznie z kolarzy chorych na cukrzycę typu 1. Sponsorem tytularnym grupy jest duńska firma farmaceutyczna Novo Nordisk.

## Nazwa grupy w poszczególnych latach
| lata      | nazwa                      |
| --------- | -------------------------- |
| 2008–2010 | Team Type 1                |
| 2011      | Team Type 1-Sanofi Aventis |
| 2012      | Team Type 1-Sanofi         |
| od 2013   | Team Novo Nordisk          |

## Sezony

### 2023
| Skład drużyny 2023               | Skład drużyny 2023   | Skład drużyny 2023 | Skład drużyny 2023                             |
| Imię i nazwisko                  | Data urodzenia       | Państwo            | Poprzednia grupa                               |
| -------------------------------- | -------------------- | ------------------ | ---------------------------------------------- |
| Hamish Beadle                    | 2 kwietnia 1998      | Nowa Zelandia      | Team Novo Nordisk Development (2019)           |
| Sam Brand                        | 27 lutego 1991       | Wielka Brytania    | Team Novo Nordisk (2017)                       |
| Robbe Ceurens (1 sty–24 maj)     | 29 czerwca 2001      | Belgia             | Team Novo Nordisk Development (2021)           |
| Stephen Clancy                   | 19 lipca 1992        | Irlandia           |                                                |
| Lucas Dauge                      | 28 grudnia 1996      | Francja            |                                                |
| Gerd de Keijzer                  | 18 stycznia 1994     | Holandia           |                                                |
| Jan Dunnewind                    | 8 lipca 1998         | Holandia           | Team Novo Nordisk Development (2021)           |
| Joonas Henttala                  | 17 września 1991     | Finlandia          |                                                |
| Declan Irvine                    | 11 marca 1999        | Australia          |                                                |
| Matyáš Kopecký                   | 19 stycznia 2003     | Czechy             | Acrog-Tormans/Balen BC (2021)                  |
| Péter Kusztor                    | 27 grudnia 1984      | Węgry              | My Bike-Stevens (2018)                         |
| David Lozano                     | 21 grudnia 1988      | Hiszpania          |                                                |
| Andrea Peron                     | 28 października 1988 | Włochy             |                                                |
| Logan Phippen                    | 10 maja 1992         | Stany Zjednoczone  |                                                |
| Charles Planet                   | 30 października 1993 | Francja            |                                                |
| Umberto Poli                     | 27 sierpnia 1996     | Włochy             | Team Novo Nordisk Development (2016)           |
| Filippo Ridolfo                  | 8 października 2001  | Włochy             | Team Novo Nordisk Development (2021)           |
| Ulugbek Saidov                   | 6 października 1996  | Uzbekistan         | Tashkent City Professional Cycling Team (2022) |
| Quinten De Graeve (7 cze–31 gru) | 24 stycznia 2000     | Belgia             | Team Novo Nordisk Development (2023)           |
|                                  |                      |                    |                                                |
| Źródło: ProCyclingStats          |                      |                    |                                                |

### 2022
| Skład drużyny 2022      | Skład drużyny 2022   | Skład drużyny 2022 | Skład drużyny 2022                   |
| Imię i nazwisko         | Data urodzenia       | Państwo            | Poprzednia grupa                     |
| ----------------------- | -------------------- | ------------------ | ------------------------------------ |
| Hamish Beadle           | 2 kwietnia 1998      | Nowa Zelandia      | Team Novo Nordisk Development (2019) |
| Mehdi Benhamouda        | 2 stycznia 1995      | Francja            | Team Novo Nordisk Development (2015) |
| Sam Brand               | 27 lutego 1991       | Wielka Brytania    | Team Novo Nordisk (2017)             |
| Robbe Ceurens           | 29 czerwca 2001      | Belgia             | Team Novo Nordisk Development (2021) |
| Stephen Clancy          | 19 lipca 1992        | Irlandia           |                                      |
| Lucas Dauge             | 28 grudnia 1996      | Francja            |                                      |
| Gerd de Keijzer         | 18 stycznia 1994     | Holandia           |                                      |
| Jan Dunnewind           | 8 lipca 1998         | Holandia           | Team Novo Nordisk Development (2021) |
| Joonas Henttala         | 17 września 1991     | Finlandia          |                                      |
| Declan Irvine           | 11 marca 1999        | Australia          |                                      |
| Matyáš Kopecký          | 19 stycznia 2003     | Czechy             | Acrog-Tormans/Balen BC (2021)        |
| Péter Kusztor           | 27 grudnia 1984      | Węgry              | My Bike-Stevens (2018)               |
| David Lozano            | 21 grudnia 1988      | Hiszpania          |                                      |
| Andrea Peron            | 28 października 1988 | Włochy             |                                      |
| Logan Phippen           | 10 maja 1992         | Stany Zjednoczone  |                                      |
| Charles Planet          | 30 października 1993 | Francja            |                                      |
| Umberto Poli            | 27 sierpnia 1996     | Włochy             | Team Novo Nordisk Development (2016) |
| Filippo Ridolfo         | 8 października 2001  | Włochy             | Team Novo Nordisk Development (2021) |
|                         |                      |                    |                                      |
| Źródło: ProCyclingStats |                      |                    |                                      |

### 2021
| Skład drużyny 2021      | Skład drużyny 2021   | Skład drużyny 2021 | Skład drużyny 2021                   |
| Imię i nazwisko         | Data urodzenia       | Państwo            | Poprzednia grupa                     |
| ----------------------- | -------------------- | ------------------ | ------------------------------------ |
| Hamish Beadle           | 2 kwietnia 1998      | Nowa Zelandia      | Team Novo Nordisk Development (2019) |
| Oliver Behringer        | 20 marca 1996        | Szwajcaria         |                                      |
| Mehdi Benhamouda        | 2 stycznia 1995      | Francja            | Team Novo Nordisk Development (2015) |
| Sam Brand               | 27 lutego 1991       | Wielka Brytania    | Team Novo Nordisk (2017)             |
| Stephen Clancy          | 19 lipca 1992        | Irlandia           |                                      |
| Lucas Dauge             | 28 grudnia 1996      | Francja            |                                      |
| Gerd de Keijzer         | 18 stycznia 1994     | Holandia           |                                      |
| Joonas Henttala         | 17 września 1991     | Finlandia          |                                      |
| Declan Irvine           | 11 marca 1999        | Australia          |                                      |
| Brian Kamstra           | 5 lipca 1993         | Holandia           |                                      |
| Péter Kusztor           | 27 grudnia 1984      | Węgry              | My Bike-Stevens (2018)               |
| David Lozano            | 21 grudnia 1988      | Hiszpania          |                                      |
| Samuel Munday           | 4 marca 1998         | Australia          |                                      |
| Andrea Peron            | 28 października 1988 | Włochy             |                                      |
| Logan Phippen           | 10 maja 1992         | Stany Zjednoczone  |                                      |
| Charles Planet          | 30 października 1993 | Francja            |                                      |
| Umberto Poli            | 27 sierpnia 1996     | Włochy             | Team Novo Nordisk Development (2016) |
|                         |                      |                    |                                      |
| Źródło: ProCyclingStats |                      |                    |                                      |

### 2020
| Skład drużyny 2020      | Skład drużyny 2020   | Skład drużyny 2020 | Skład drużyny 2020                   |
| Imię i nazwisko         | Data urodzenia       | Państwo            | Poprzednia grupa                     |
| ----------------------- | -------------------- | ------------------ | ------------------------------------ |
| Hamish Beadle           | 2 kwietnia 1998      | Nowa Zelandia      | Team Novo Nordisk Development (2019) |
| Oliver Behringer        | 20 marca 1996        | Szwajcaria         |                                      |
| Mehdi Benhamouda        | 2 stycznia 1995      | Francja            | Team Novo Nordisk Development (2015) |
| Sam Brand               | 27 lutego 1991       | Wielka Brytania    | Team Novo Nordisk (2017)             |
| Stephen Clancy          | 19 lipca 1992        | Irlandia           |                                      |
| Gerd de Keijzer         | 18 stycznia 1994     | Holandia           |                                      |
| Joonas Henttala         | 17 września 1991     | Finlandia          |                                      |
| Declan Irvine           | 11 marca 1999        | Australia          |                                      |
| Brian Kamstra           | 5 lipca 1993         | Holandia           |                                      |
| Péter Kusztor           | 27 grudnia 1984      | Węgry              | My Bike-Stevens (2018)               |
| David Lozano            | 21 grudnia 1988      | Hiszpania          |                                      |
| Samuel Munday           | 4 marca 1998         | Australia          |                                      |
| Andrea Peron            | 28 października 1988 | Włochy             |                                      |
| Charles Planet          | 30 października 1993 | Francja            |                                      |
| Umberto Poli            | 27 sierpnia 1996     | Włochy             | Team Novo Nordisk Development (2016) |
| Ulugbek Saidov          | 6 października 1996  | Uzbekistan         | Team Novo Nordisk Development (2018) |
|                         |                      |                    |                                      |
| Źródło: ProCyclingStats |                      |                    |                                      |

### 2019
| Skład drużyny 2019      | Skład drużyny 2019   | Skład drużyny 2019 | Skład drużyny 2019                   |
| Imię i nazwisko         | Data urodzenia       | Państwo            | Poprzednia grupa                     |
| ----------------------- | -------------------- | ------------------ | ------------------------------------ |
| Oliver Behringer        | 20 marca 1996        | Szwajcaria         |                                      |
| Mehdi Benhamouda        | 2 stycznia 1995      | Francja            | Team Novo Nordisk Development (2015) |
| Sam Brand               | 27 lutego 1991       | Wielka Brytania    | Team Novo Nordisk (2017)             |
| Fabio Calabria          | 27 sierpnia 1987     | Australia          | Team Novo Nordisk Development (2016) |
| Stephen Clancy          | 19 lipca 1992        | Irlandia           |                                      |
| Joonas Henttala         | 17 września 1991     | Finlandia          |                                      |
| Declan Irvine           | 11 marca 1999        | Australia          |                                      |
| Brian Kamstra           | 5 lipca 1993         | Holandia           |                                      |
| Péter Kusztor           | 27 grudnia 1984      | Węgry              | My Bike-Stevens (2018)               |
| David Lozano            | 21 grudnia 1988      | Hiszpania          |                                      |
| Emanuel Mini            | 14 czerwca 1986      | Argentyna          |                                      |
| Samuel Munday           | 4 marca 1998         | Australia          |                                      |
| Andrea Peron            | 28 października 1988 | Włochy             |                                      |
| Charles Planet          | 30 października 1993 | Francja            |                                      |
| Umberto Poli            | 27 sierpnia 1996     | Włochy             | Team Novo Nordisk Development (2016) |
| Ulugbek Saidov          | 6 października 1996  | Uzbekistan         | Team Novo Nordisk Development (2018) |
|                         |                      |                    |                                      |
| Źródło: ProCyclingStats |                      |                    |                                      |

### 2018
| Skład drużyny 2018                       | Skład drużyny 2018   | Skład drużyny 2018 | Skład drużyny 2018                   |
| Imię i nazwisko                          | Data urodzenia       | Państwo            | Poprzednia grupa                     |
| ---------------------------------------- | -------------------- | ------------------ | ------------------------------------ |
| Mehdi Benhamouda                         | 2 stycznia 1995      | Francja            | Team Novo Nordisk Development (2015) |
| Sam Brand                                | 27 lutego 1991       | Wielka Brytania    | Team Novo Nordisk (2017)             |
| Fabio Calabria                           | 27 sierpnia 1987     | Australia          | Team Novo Nordisk Development (2016) |
| Stephen Clancy                           | 19 lipca 1992        | Irlandia           |                                      |
| Romain Gioux                             | 6 września 1986      | Francja            |                                      |
| Joonas Henttala                          | 17 września 1991     | Finlandia          |                                      |
| Brian Kamstra                            | 5 lipca 1993         | Holandia           |                                      |
| David Lozano                             | 21 grudnia 1988      | Hiszpania          |                                      |
| Reid McClure                             | 10 listopada 1995    | Kanada             | Team Novo Nordisk Development (2016) |
| Emanuel Mini                             | 14 czerwca 1986      | Argentyna          |                                      |
| Andrea Peron                             | 28 października 1988 | Włochy             |                                      |
| Charles Planet                           | 30 października 1993 | Francja            |                                      |
| Umberto Poli                             | 27 sierpnia 1996     | Włochy             | Team Novo Nordisk Development (2016) |
| Quentin Valognes                         | 19 czerwca 1996      | Francja            | Team Novo Nordisk Development (2016) |
| Rik van IJzendoorn                       | 22 sierpnia 1987     | Holandia           | Team Novo Nordisk Development (2016) |
| Christopher Williams                     | 10 listopada 1981    | Australia          |                                      |
|                                          |                      |                    |                                      |
| Źródła: ProCyclingStats Cycling Quotient |                      |                    |                                      |

### 2017
| Skład drużyny 2017                       | Skład drużyny 2017   | Skład drużyny 2017 | Skład drużyny 2017                   |
| Imię i nazwisko                          | Data urodzenia       | Państwo            | Poprzednia grupa                     |
| ---------------------------------------- | -------------------- | ------------------ | ------------------------------------ |
| Mehdi Benhamouda                         | 2 stycznia 1995      | Francja            | Team Novo Nordisk Development (2015) |
| Fabio Calabria                           | 27 sierpnia 1987     | Australia          | Team Novo Nordisk Development (2016) |
| Corentin Cherhal                         | 19 stycznia 1994     | Francja            | Team Novo Nordisk Development (2014) |
| Stephen Clancy                           | 19 lipca 1992        | Irlandia           |                                      |
| Gerd de Keijzer                          | 18 stycznia 1994     | Holandia           |                                      |
| Romain Gioux                             | 6 września 1986      | Francja            |                                      |
| Joonas Henttala                          | 17 września 1991     | Finlandia          |                                      |
| Brian Kamstra                            | 5 lipca 1993         | Holandia           |                                      |
| David Lozano                             | 21 grudnia 1988      | Hiszpania          |                                      |
| Reid McClure                             | 10 listopada 1995    | Kanada             | Team Novo Nordisk Development (2016) |
| Javier Mejías                            | 30 września 1983     | Hiszpania          | Fuji-Servetto (2009)                 |
| Andrea Peron                             | 28 października 1988 | Włochy             |                                      |
| Charles Planet                           | 30 października 1993 | Francja            |                                      |
| Umberto Poli                             | 27 sierpnia 1996     | Włochy             | Team Novo Nordisk Development (2016) |
| Quentin Valognes                         | 19 czerwca 1996      | Francja            | Team Novo Nordisk Development (2016) |
| Rik van IJzendoorn                       | 22 sierpnia 1987     | Holandia           | Team Novo Nordisk Development (2016) |
| Martijn Verschoor                        | 4 maja 1985          | Holandia           | KrolStonE Continental Team (2008)    |
| Christopher Williams                     | 10 listopada 1981    | Australia          |                                      |
| Sam Brand (1 sie–31 gru, stażysta)       | 27 lutego 1991       | Wielka Brytania    | Team Novo Nordisk (2017)             |
|                                          |                      |                    |                                      |
| Źródła: ProCyclingStats Cycling Quotient |                      |                    |                                      |

### 2016
| Skład drużyny 2016                          | Skład drużyny 2016   | Skład drużyny 2016 | Skład drużyny 2016                   |
| Imię i nazwisko                             | Data urodzenia       | Państwo            | Poprzednia grupa                     |
| ------------------------------------------- | -------------------- | ------------------ | ------------------------------------ |
| Scott Ambrose (1 sty–31 lip)                | 23 stycznia 1995     | Nowa Zelandia      |                                      |
| Mehdi Benhamouda                            | 2 stycznia 1995      | Francja            | Team Novo Nordisk Development (2015) |
| Corentin Cherhal                            | 19 stycznia 1994     | Francja            | Team Novo Nordisk Development (2014) |
| Stephen Clancy                              | 19 lipca 1992        | Irlandia           |                                      |
| Ruud Cremers                                | 3 stycznia 1992      | Holandia           | Team Novo Nordisk Development (2013) |
| Gerd de Keijzer                             | 18 stycznia 1994     | Holandia           |                                      |
| Kevin De Mesmaeker                          | 24 lipca 1991        | Belgia             |                                      |
| Benjamin Dilley (1 sty–31 lip)              | 18 września 1991     | Stany Zjednoczone  | Team Novo Nordisk Development (2013) |
| James Glasspool                             | 8 czerwca 1991       | Australia          | Team Novo Nordisk Development (2014) |
| Joonas Henttala                             | 17 września 1991     | Finlandia          |                                      |
| Brian Kamstra                               | 5 lipca 1993         | Holandia           |                                      |
| Nicolas Lefrançois                          | 27 kwietnia 1987     | Francja            |                                      |
| David Lozano                                | 21 grudnia 1988      | Hiszpania          |                                      |
| Javier Mejías                               | 30 września 1983     | Hiszpania          | Fuji-Servetto (2009)                 |
| Andrea Peron                                | 28 października 1988 | Włochy             |                                      |
| Charles Planet                              | 30 października 1993 | Francja            |                                      |
| Martijn Verschoor                           | 4 maja 1985          | Holandia           | KrolStonE Continental Team (2008)    |
| Christopher Williams                        | 10 listopada 1981    | Australia          |                                      |
| Quentin Valognes (1 sie–31 gru, stażysta)   | 19 czerwca 1996      | Francja            | Team Novo Nordisk Development (2016) |
| Rik van IJzendoorn (1 sie–31 gru, stażysta) | 22 sierpnia 1987     | Holandia           |                                      |
|                                             |                      |                    |                                      |
| Źródła: ProCyclingStats Cycling Archives    |                      |                    |                                      |

Przypis: Scott Ambrose